# Grad Turaida
Grad Turaida (latvijsko Turaidas pils, nemško Treiden, Treyden, rusko Турайдский замок; v livonščini pomeni Thorov vrt) je nedavno obnovljen srednjeveški grad v kraju Turaida v regiji Vidzeme v Latviji na nasprotnem bregu reke Gauja sredi narodnega parka Gauja.

## Zgodovina
Grad Turaida dominira v muzejskem rezervatu in je vizualno njegov najbolj veličasten element. Ko se vidi iz zraka ali nasprotnega brega reke Gauje v Siguldi, se grad Turaida dviga nad linijo dreves. S tega pogleda je sprednji del gradu oblikovan kot stolp severnega vhodnega poslopja. Glavni stolp, ki je najvišji, stoji v središču, vzvratni pogled pa tvori južno vhodno poslopje s svojim stolpom oblikovanim na južnem delu.
Gradnjo so začeli leta 1214 po navodilih, ki jih je riški nadškof Albert dal svojim Livonskim bratom meča (kmalu po združitvi s Tevtonskim redom) dal na mestu, kjer je prej stal leseni grad Liv. Trdnjava tipa castellum je bila zgrajena in imenovana Fredeland, kar sicer pomeni 'dežela miru', vendar je lokalno postala bolj znana po livonskem imenu 'Turaida', ki je preživela vse do današnjih dni. Grad je bil v veliki meri zgrajen v klasični konstrukciji iz rdeče opeke baltskih križarskih redov. Izpopolnjevanje obrambnega sistema gradu se je nadaljevalo tudi v poznejših stoletjih, v 14. stoletju pa je bil zgrajen južni odsek v obliki stolpa; na začetku 15. stoletja, ko so izumili strelno orožje, je bil zgrajen polkrožni zahodni stolp. Na notranjem dvorišču gradu so postavili tudi domače stavbe in bivalne prostore.
Manjša obnovitvena dela so bila izvedena v 17. stoletju, čeprav je grad začel izgubljati svoj strateški pomen. Po požaru leta 1776 so ga opustili in postopoma je začel propadati.
Do začetka 20. stoletja so ostali le ločeni drobci obrambnega zidu in nekaj stavb - glavni stolp, polkrožni stolp in zahodni odsek. Od leta 1976 so bila izvedena redna arheološka izkopavanja, ki so jim sledila obnovitvena in konservatorska dela, ki razkrivajo prejšnje stanje gradu. V obnovljenih zgradbah so na voljo razstave o zgodovini opečnega gradu in Gauja Livs. Z razglednega mesta glavnega stolpa je mogoče videti edinstveno pokrajino slikovite doline Gauja in ozemlje muzejskega rezervata Turaida. 